# Joseph Szepesi
Joseph Szepesi (węg. József Szepessy, ur. 13 października 1946 w Satu Mare) – rumuńsko-niemiecki szpadzista pochodzenia węgierskiego, złoty medalista mistrzostw świata.
Podczas mistrzostw świata w Göteborgu w 1973 roku reprezentacja RFN w składzie: Reinhold Behr, Joachim Peter, Hans-Jürgen Hehn, Joseph Szepesi i Harald Hein zdobyła złoty medal w zawodach drużynowych szpadzistów. Był to jedyny medal wywalczony przez Szepesiego w zawodach tego cyklu.
Nigdy nie wziął udziału w igrzyskach olimpijskich.